# Bồ Đào Nha

Bồ Đào Nha (tiếng Bồ Đào Nha: Portugal, [puɾtuˈɣaɫ]), quốc hiệu là Cộng hòa Bồ Đào Nha (tiếng Bồ Đào Nha: República Portuguesa, [ʁɨ'publikɐ puɾtu'ɣezɐ]) là một quốc gia nằm ở phía Tây Nam của khu vực châu Âu, trên bán đảo Iberia và cực Tây của châu Âu lục địa. Bồ Đào Nha giáp với Đại Tây Dương ở phía Tây và phía Nam, giáp Tây Ban Nha ở phía Đông và phía Bắc. Các quần đảo Açores và Madeira ở ngoài khơi Đại Tây Dương cũng thuộc quyền quản lý của Bồ Đào Nha.
Trên lãnh thổ Bồ Đào Nha ngày nay, con người đã có mặt từ thời tiền sử. Các dân tộc cổ đại như người Gallaeci, Lusitania, Celt, Cynetes, Phoenicia, Carthage, La Mã cổ đại và những dân tộc German như Suevi, Buri và Visigoth đã để lại ít nhiều ảnh hưởng đến lịch sử lãnh thổ Bồ Đào Nha ngày nay. Lãnh thổ Bồ Đào Nha lúc đó được sáp nhập vào Đế quốc La Mã thành tỉnh Lusitania. Văn hóa La Mã để lại dấu ấn sâu đậm, nhất là về mặt ngôn ngữ với tiếng Bồ Đào Nha có gốc từ tiếng Latinh của người La Mã. Vào thế kỷ thứ V, sau khi Đế quốc La Mã sụp đổ, những bộ tộc German bắt đầu tràn vào xâm chiếm. Sang đầu thế kỷ thứ VIII, người Moor theo Hồi giáo từ Bắc Phi mở cuộc chinh phục Lusitania, chiếm được gần hết bán đảo Iberia, thu phục các tiểu vương quốc German theo Thiên Chúa giáo về một mối.
Những thế kỷ kế tiếp, dân đạo Thiên Chúa cố đánh đuổi người Hồi giáo trong cuộc "Tái chinh phục". Bá quốc Bồ Đào Nha được thành lập và là một phần của Vương quốc Galicia. Vì vương quốc được thành lập, công nhận năm 1143 và có biên giới ổn định năm 1249, Bồ Đào Nha tự nhận là quốc gia dân tộc lâu đời nhất ở châu Âu.
Trong suốt thế kỷ 15 và 16, nhờ thám hiểm hàng hải, Bồ Đào Nha đã thành lập một đế quốc thực dân quy mô toàn cầu bao gồm những thuộc địa ở châu Phi, châu Á và Nam Mỹ, trở thành một trong những nền kinh tế, chính trị và quân sự hùng mạnh nhất trên thế giới. Năm 1580, Bồ Đào Nha liên minh với Tây Ban Nha tạo thành Liên minh Iberia. Tuy nhiên vào năm 1640, Bồ Đào Nha cũng cố lại chủ quyền và độc lập trong cuộc chiến tranh khôi phục Bồ Đào Nha, dẫn đến một triều đại mới được thành lập và trở về tình trạng chia tách của hai vương triều và đế quốc.
Năm 1755, một trận động đất mạnh đã xảy ra ở Lisboa gây thiệt hại nghiêm trọng, sau đó Bồ Đào Nha lần lượt bị Tây Ban Nha và Pháp xâm lược, rồi tiếp tục để mất thuộc địa lớn nhất là Brasil, dẫn đến sự giảm sút sức mạnh toàn cầu trong suốt thế kỷ 19. Năm 1910, chế độ quân chủ bị lật đổ, nền cộng hòa được thành lập và sau đó là chế độ độc tài. Với các cuộc chiến tranh thuộc địa Bồ Đào Nha và cuộc đảo chính Cách mạng hoa cẩm chướng vào năm 1974, nền độc tài bị lật đổ ở Lisboa và Bồ Đào Nha trao trả những thuộc địa hải ngoại cuối cùng (Angola và Mozambique). Việc trao trả Ma Cao cho Trung Quốc vào năm 1999 đã đánh dấu sự kết thúc của đế quốc thực dân tồn tại lâu nhất trong lịch sử.
Nhà nước Bồ Đào Nha hiện đại sở hữu một nền kinh tế tiên tiến với thu nhập bình quân đầu người và chỉ số phát triển con người rất cao. Đây là quốc gia có chỉ số hòa bình toàn cầu cao thứ 3 trên thế giới vào năm 2016 và là một trong 13 quốc gia bền vững nhất vào năm 2017. Bồ Đào Nha duy trì hình thức chính phủ cộng hoà bán tổng thống nhất thể, là thành viên sáng lập của NATO, Cộng đồng các quốc gia nói tiếng Bồ Đào Nha và nhiều tổ chức quốc tế khác như Liên Hợp Quốc, Liên minh châu Âu, Khu vực đồng Euro hay OECD.

### Sơ khởi

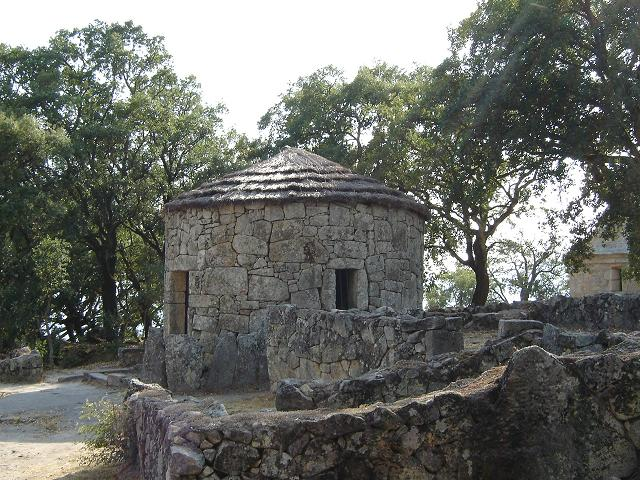
Nhà phục dựng tại Citânia de Briteiros, một thành luỹ thuộc văn hoá Castro tại miền bắc Bồ Đào Nha.

### Thời La Mã

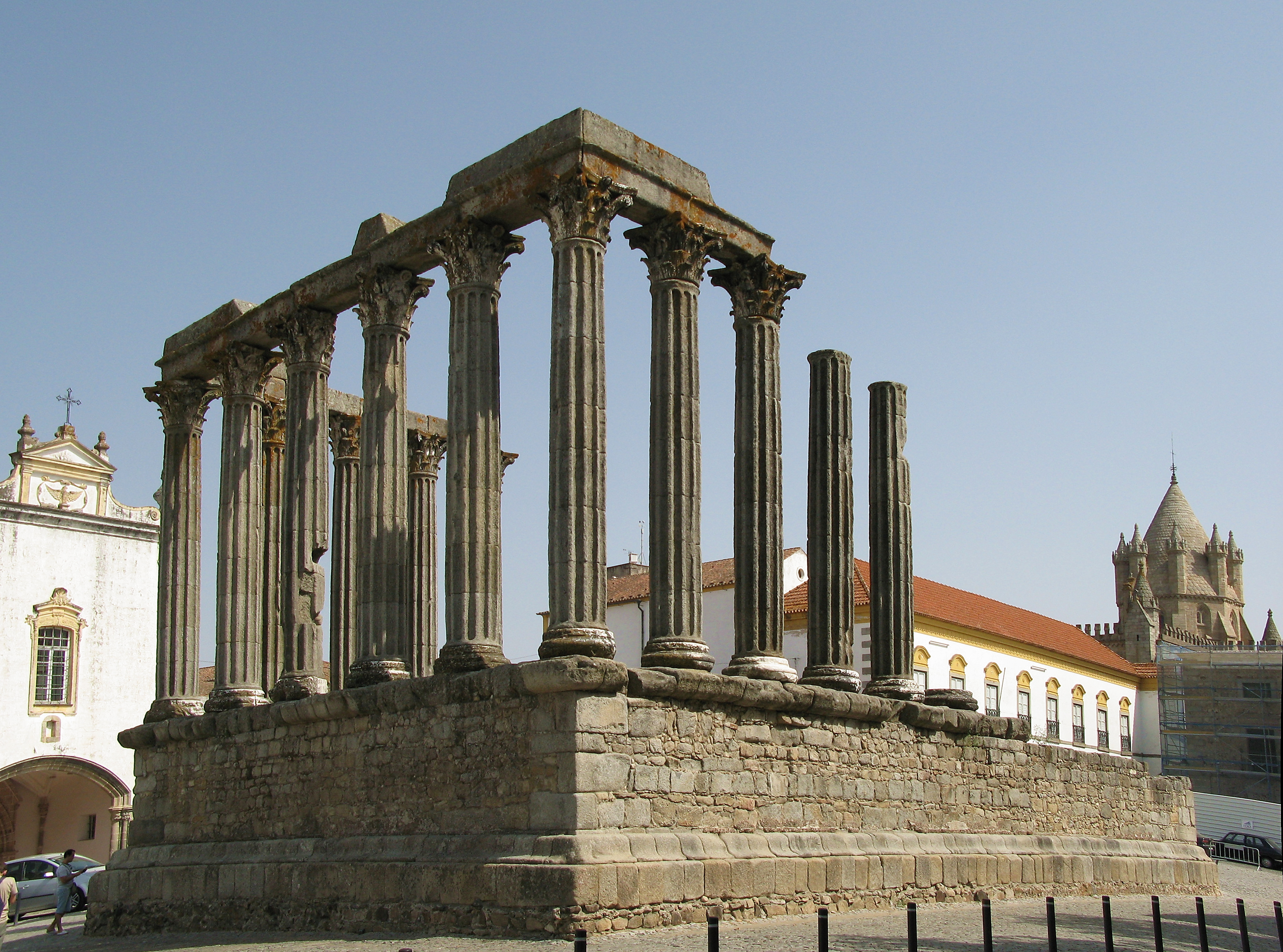
Đền thờ La Mã Évora là một trong các cấu trúc thời La Mã được bảo tồn tốt nhất tại Bồ Đào Nha.

### Các vương quốc German

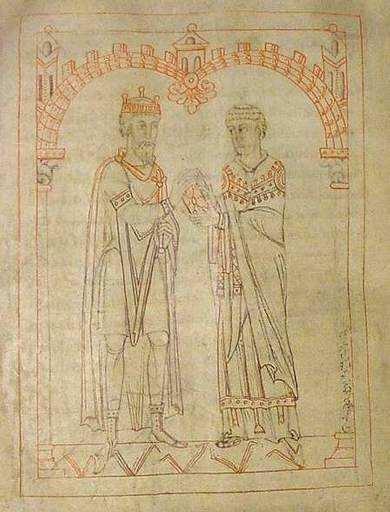
Hai quốc vương của người Suebi là Miro và St. Martin xứ Braga trong một bản thảo năm 1145 của De virtutibus quattuor của Martin.

### Thời kỳ Hồi giáo và Reconquista

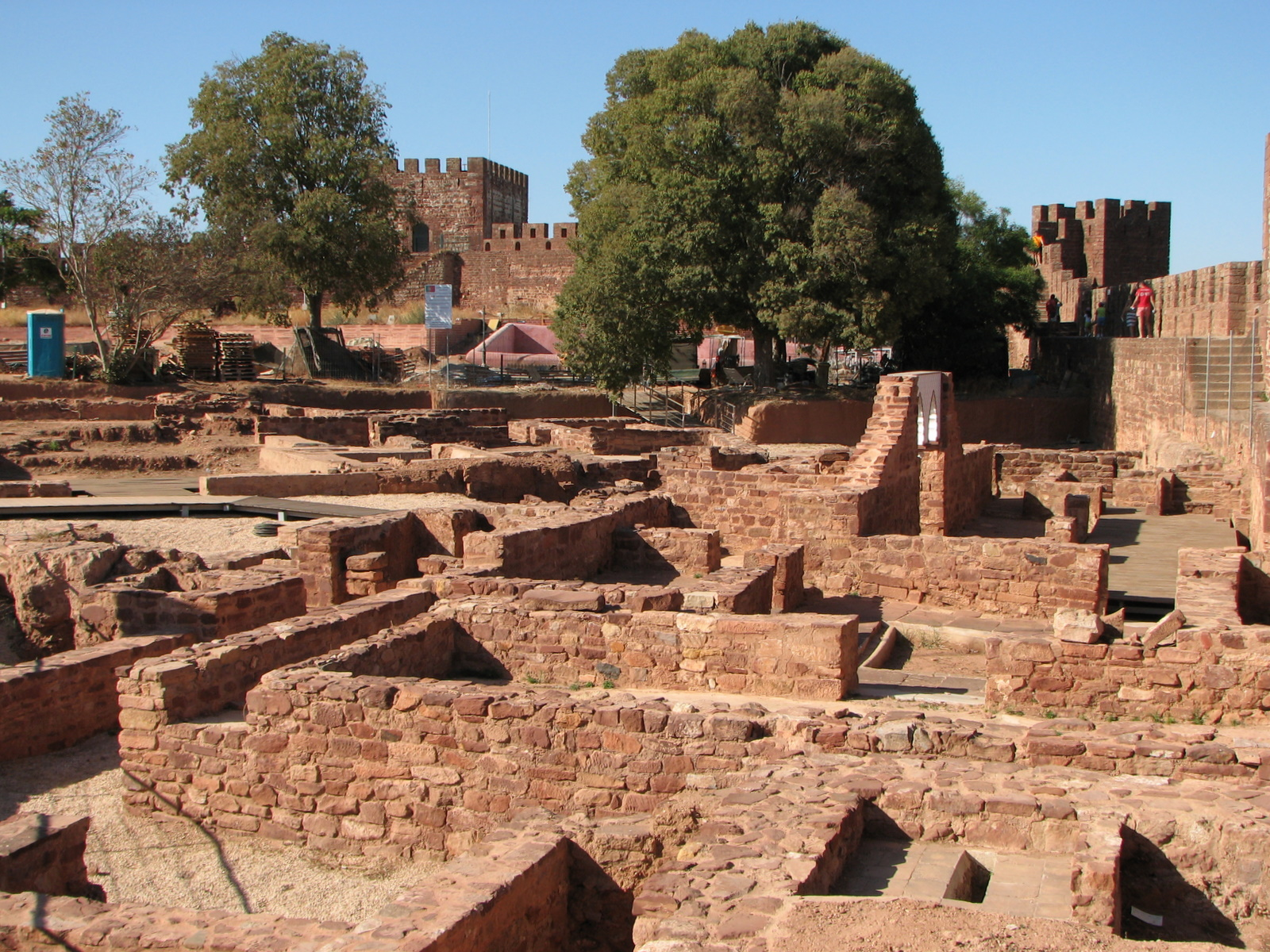
Thành Silves là một công sự thời Moor tại Algarve.

### Bá quốc Bồ Đào Nha

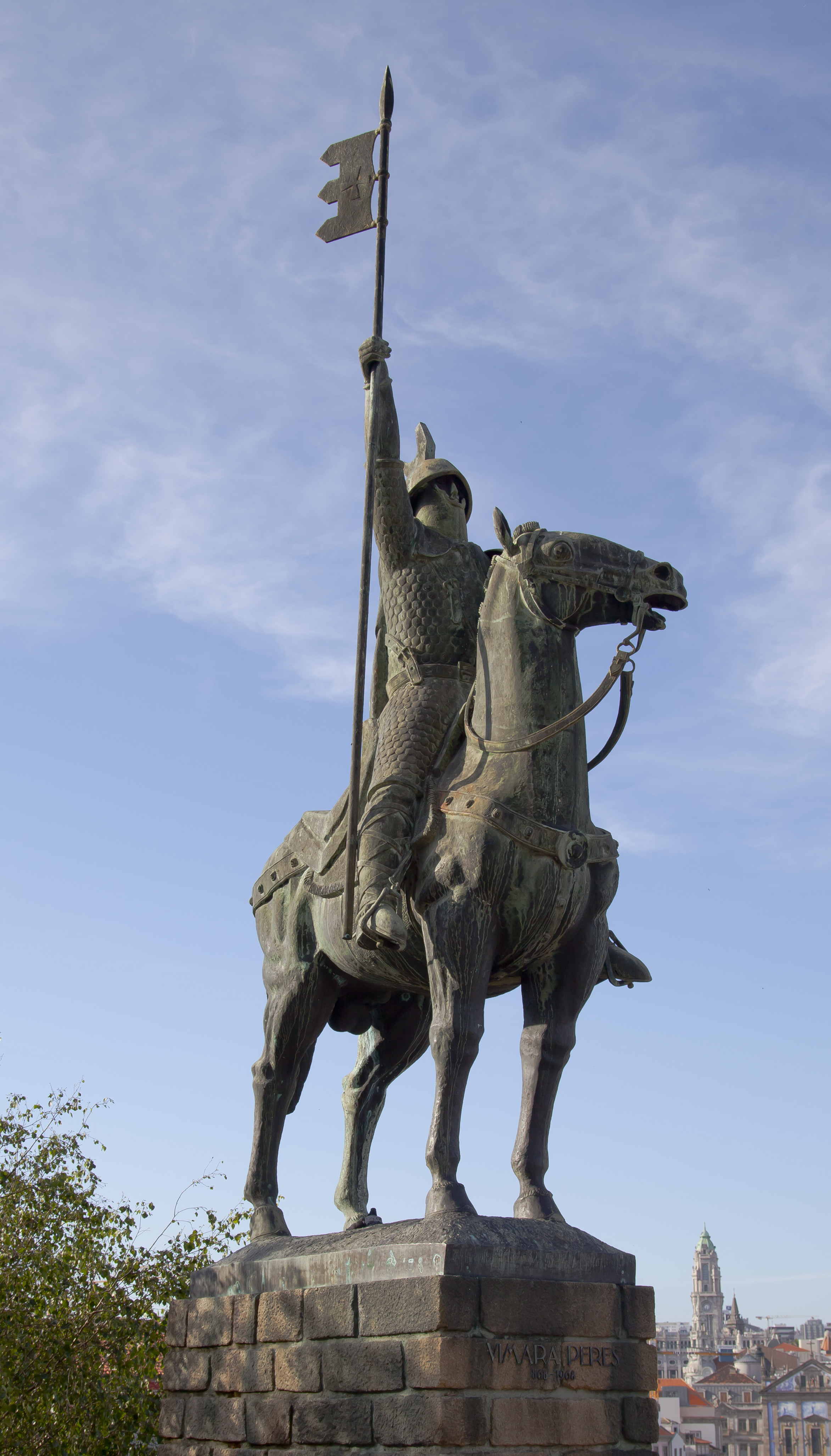
Tượng của Bá tước Vímara Peres, bá tước Bồ Đào Nha đầu tiên.

### Độc lập và giai đoạn Afonso

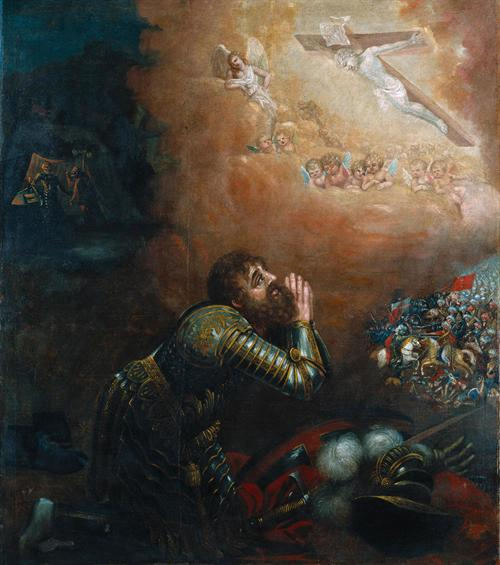
Afonso Henriques nhận sự can thiệp của chúa trong trận Ourique (1139), tại đây ông được tôn làm quốc vương của người Bồ Đào Nha.

### Thời đại khám phá

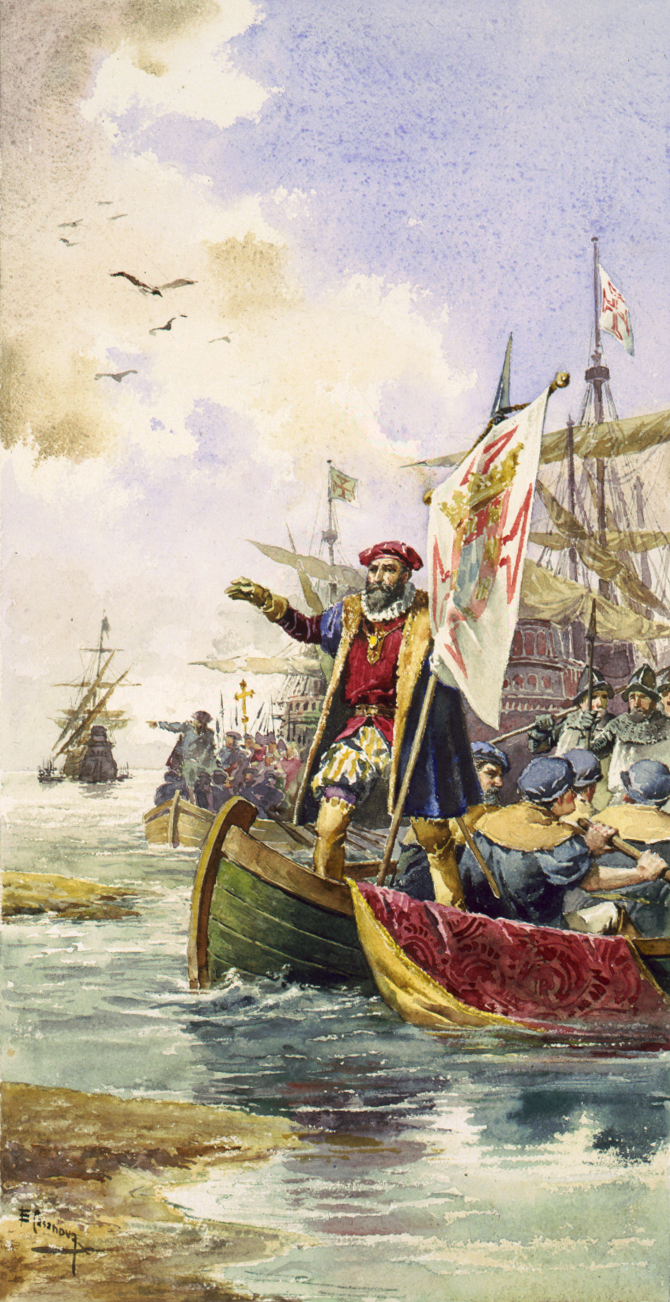
Vasco da Gama đổ bộ tại Calicut nay thuộc Ấn Độ vào năm 1498.

### Liên minh Iberia và phục hồi

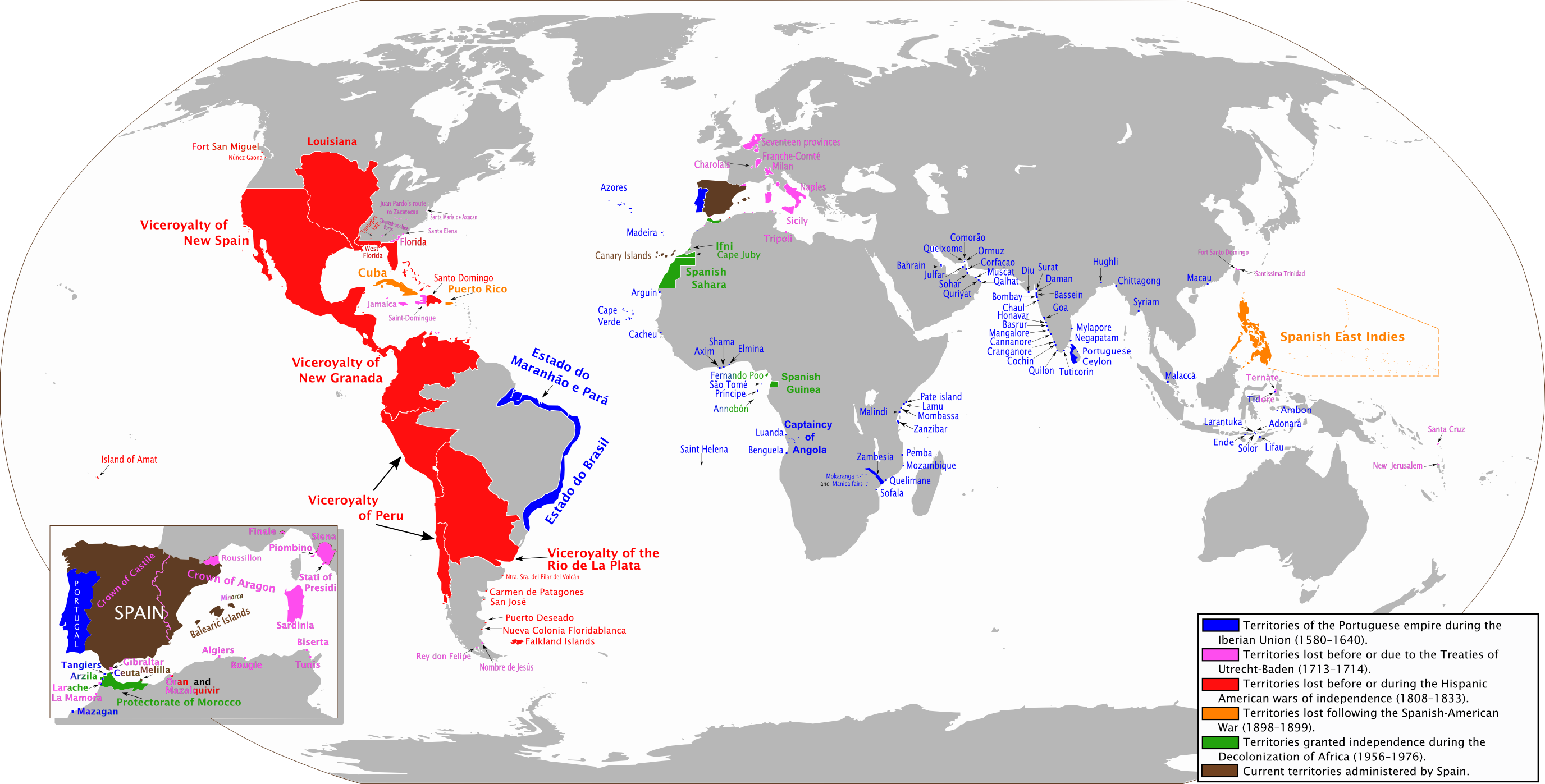
Lãnh thổ của Đế quốc Bồ Đào Nha thời kỳ Liên minh Iberia.

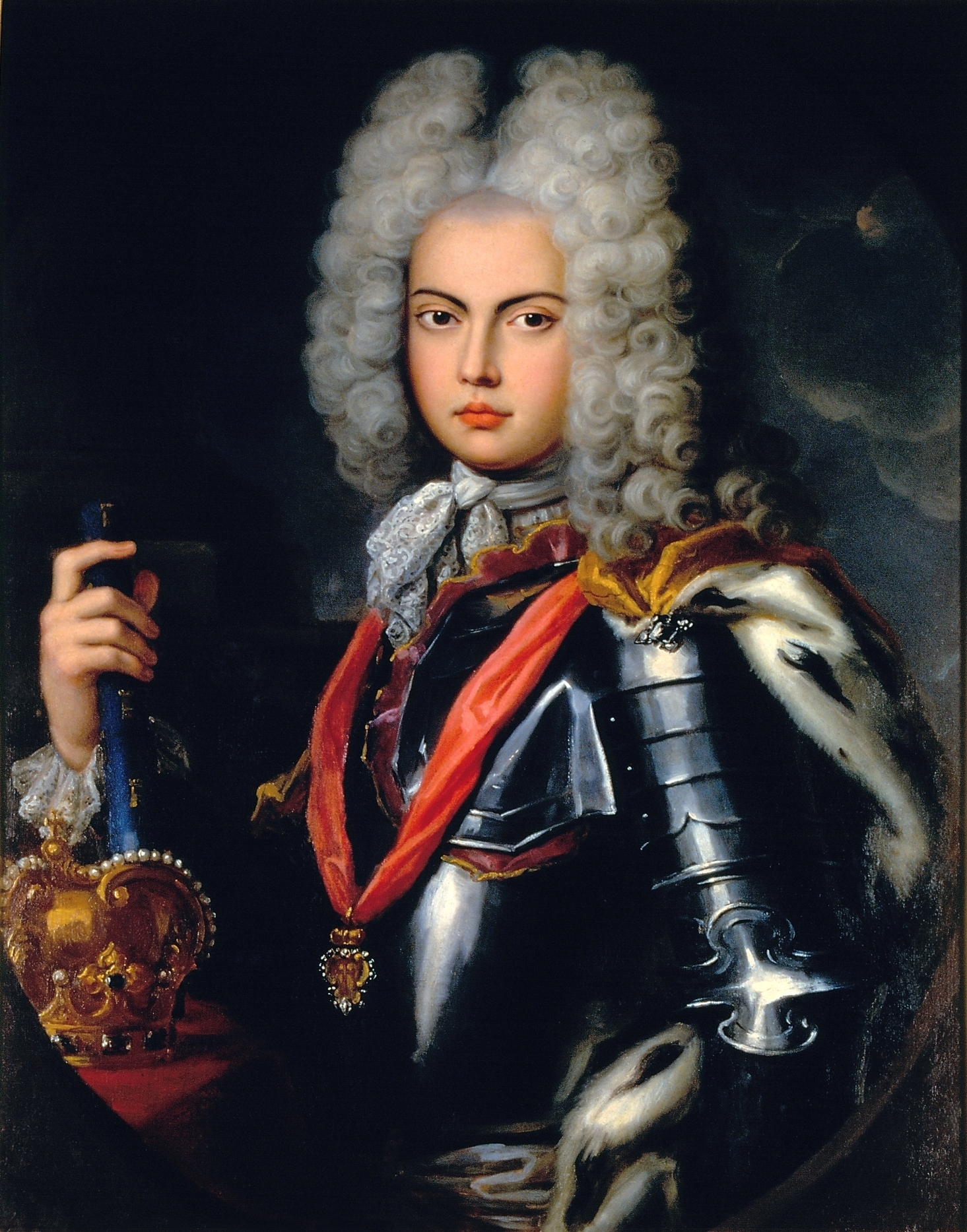
Quốc vương João V bảo trợ cho nhiều tác phẩm nghệ thuật.

### Giai đoạn Pombaline và Khai sáng

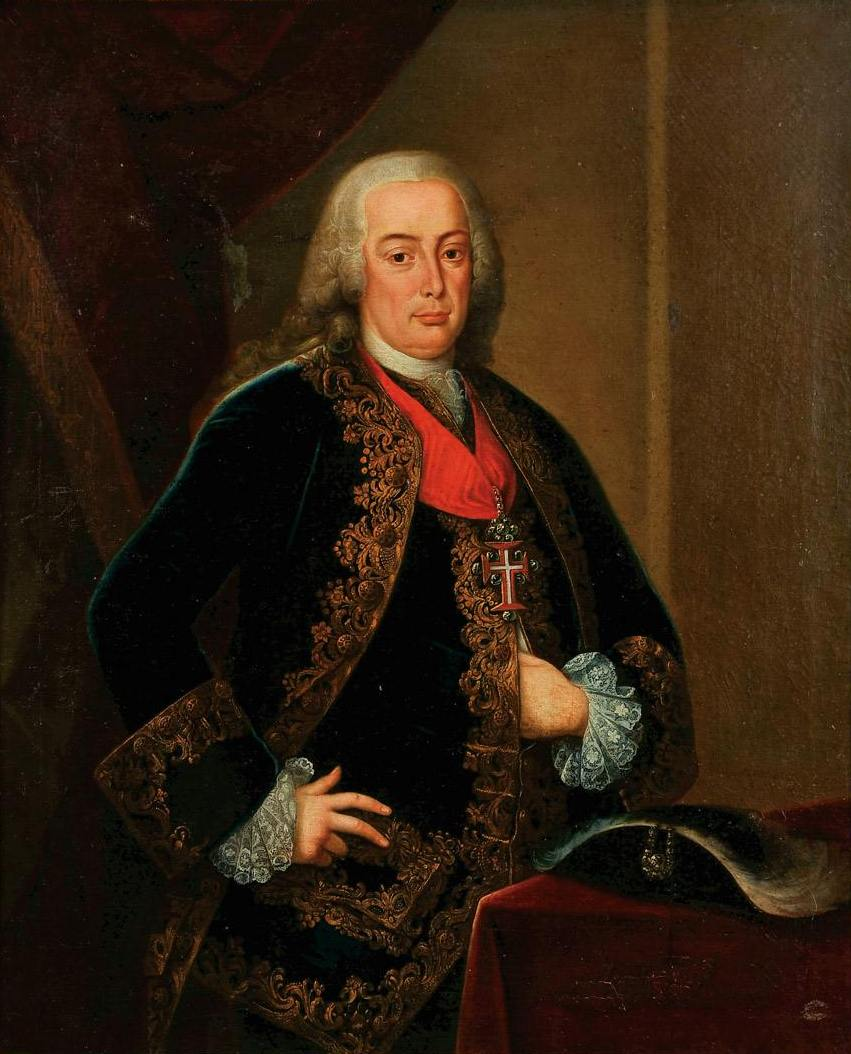
Hầu tước xứ Pombal thứ nhất là người cai trị Bồ Đào Nha trên thực tế thời José I.

### Giai đoạn Napoléon

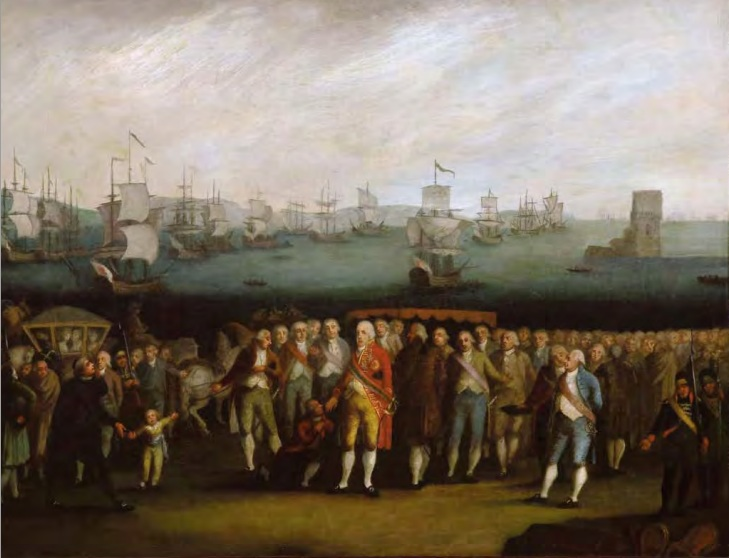
Triều đình Bồ Đào Nha dời sang Brasil vào năm 1808.

### Quân chủ lập hiến

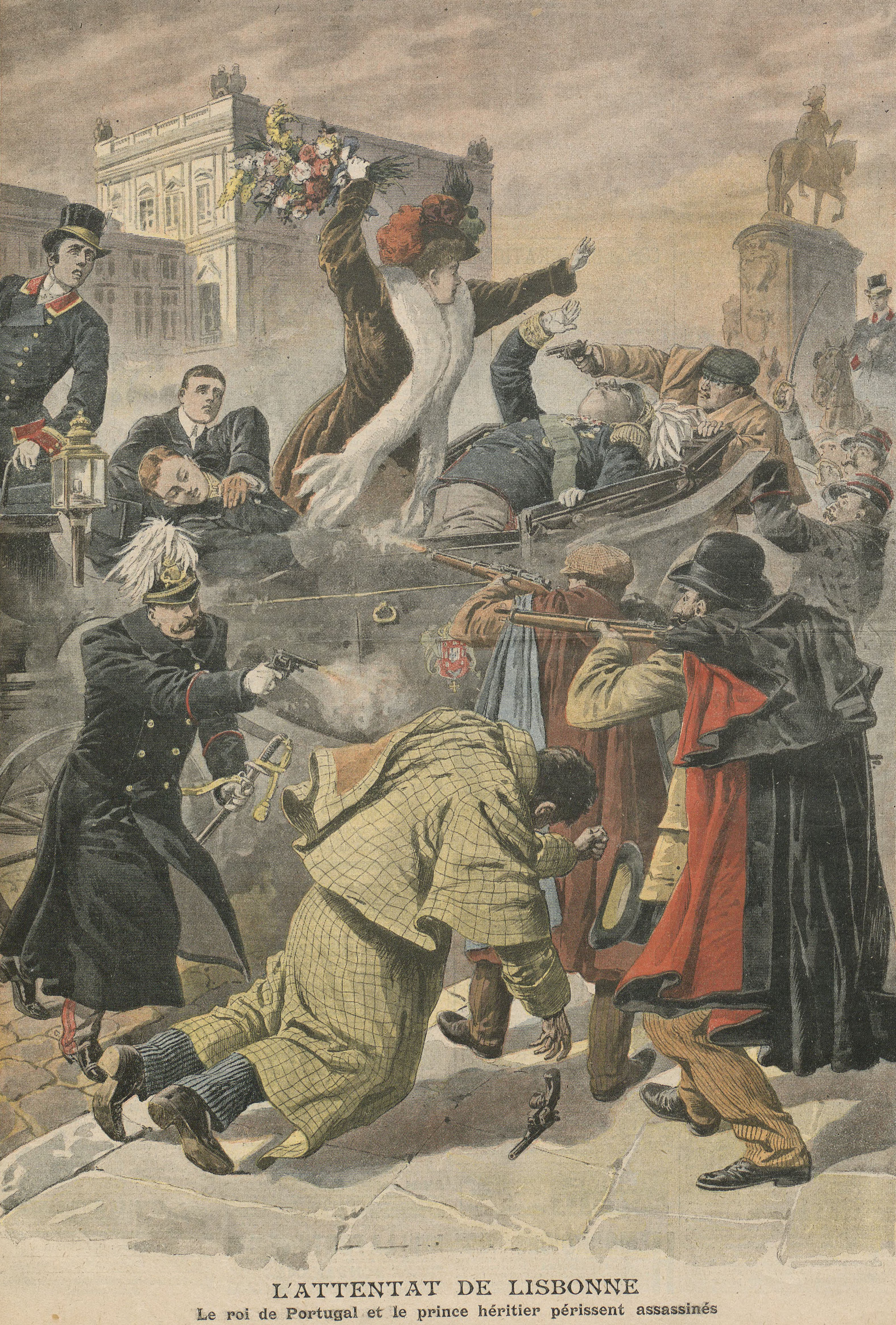
Tranh mô tả sự kiện hành thích Quốc vương Carlos I vào năm 1908

### Nền Cộng hoà thứ nhất và thứ hai

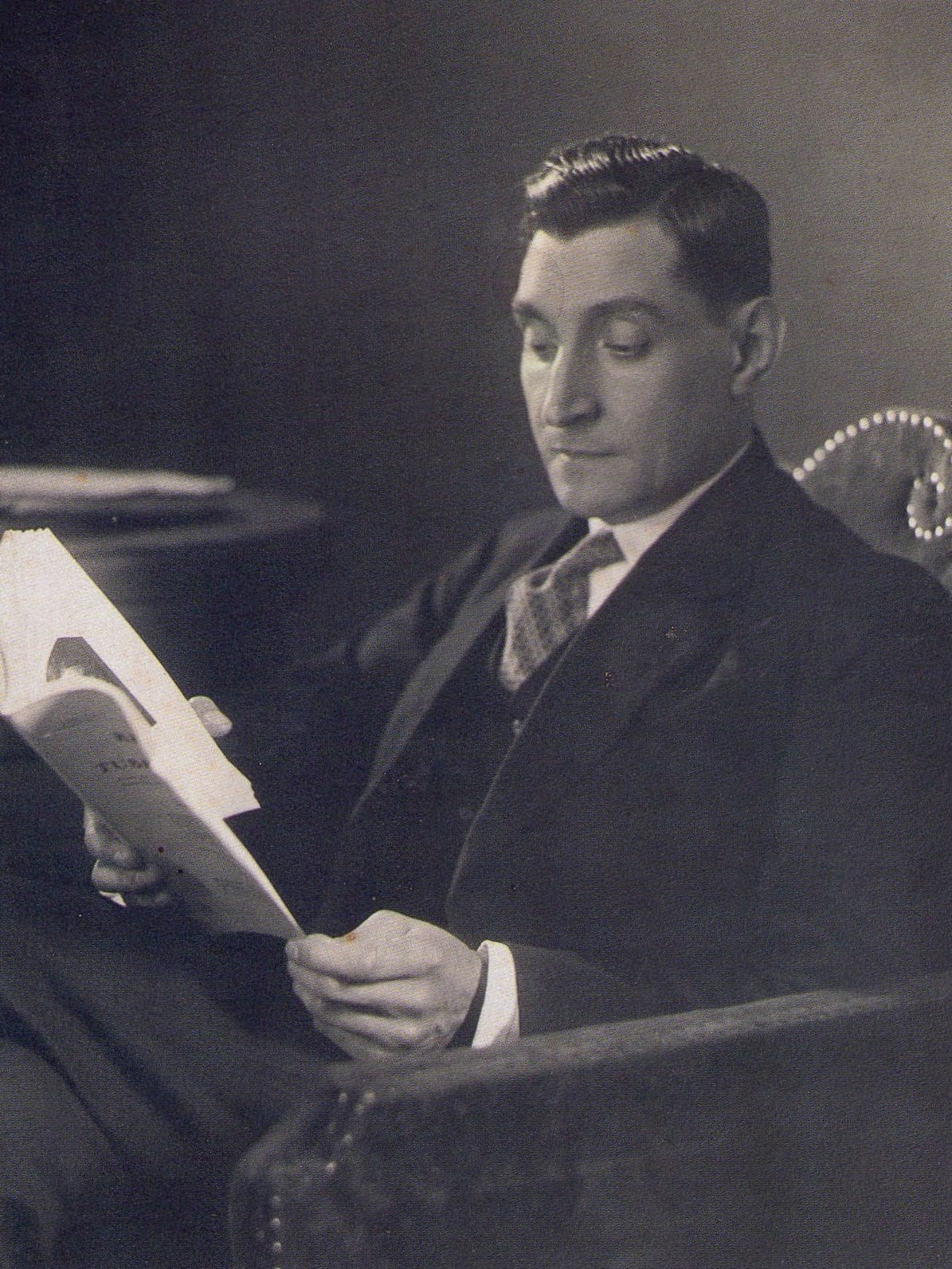
António de Oliveira Salazar cai trị Bồ Đào Nha từ năm 1932 đến năm 1968, trong chế độ Estado Novo.

### Nhập cư

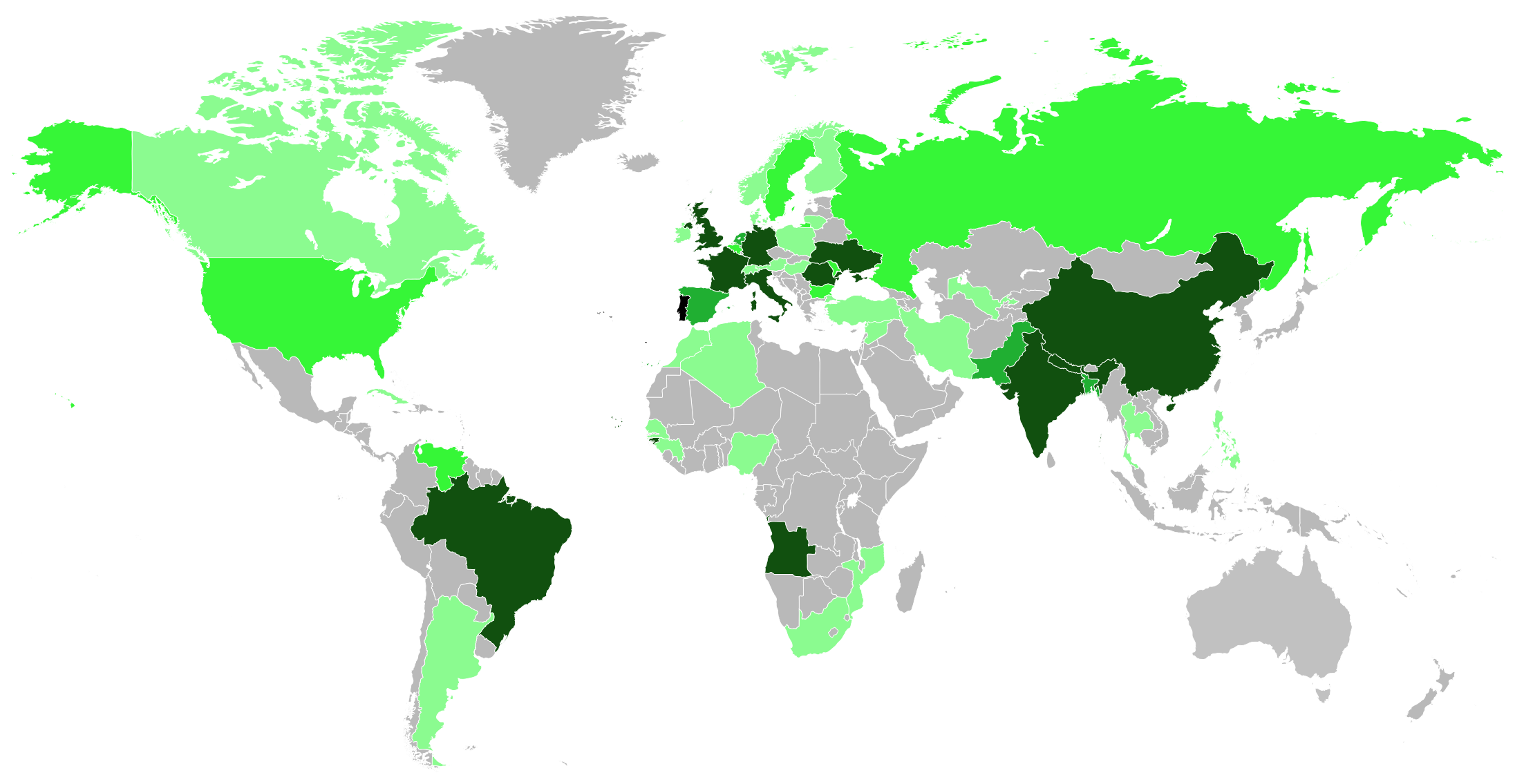
Người nước ngoài sinh sống tại Bồ Đào Nha tính đến năm 2022 theo nguồn gốc quốc gia. Bản đồ chỉ hiển thị những quốc gia có ít nhất 1.000 người sinh sống tại Bồ Đào Nha.